# Camille Bailly
Camille Bailly, né le 4 février 1907 et mort le 21 août 1984, est un administrateur colonial.

## Biographie
après avoir été gouverneur du Soudan français (actuel Mali), il est gouverneur de  Côte d'Ivoire de 1952 à 1954, en remplacement de Pierre Pelieux. Il est remplacé à Abidjan par Pierre Messmer.
Le 7 mars 1958, il remplace Jean-François Toby, comme gouverneur de Polynésie française.